# 清水咲来
清水 咲来（しみず さくら、2001年3月10日 - ）は、日本の女子バスケットボール選手である。ポジションはシューティングガード。Wリーグの山梨クィーンビーズ所属。

## 来歴
大阪府出身。
大阪薫英女学院高校でインターハイベスト4、ウインターカップ準優勝。
高校卒業後は大阪人間科学大学に進学。インカレベスト8を経験。
2023年1月、山梨クィーンビーズにアーリーエントリーとして加入。

## 日本代表歴
- 2019年 3×3 U18ワールドカップ